# Renaat Mores
René (Renaat) Mores (Ronse, 12 december 1899 – Aalst, 18 februari 1997) was een Belgisch componist, muziekpedagoog, dirigent en organist.

## Levensloop
Hij was zoon van tonnelier (kuiper) Désiré Edouard Mores en Maria Thérèse Van Hoecke. Mores kreeg zijn eerste muzieklessen voor piano, orgel en harmonie aan de stedelijke muziekschool in Ronse bij Arthur De Hovre, Alfons Suys en Karel De Sutter. Hij studeerde later aan de Hogeschool Gent Conservatorium bij Georges Lonque (harmonieleer), Flor Peeters (orgel), Joseph Ryelandt (contrapunt) en Martin Lunssens (fuga). Verder studeerde hij fuga bij Léon Jongen aan het Koninklijk Conservatorium in Brussel.
In 1919 verhuisde hij naar Berchem, waar hij organist van de parochiekerk werd. In 1925 werd hij kapelmeester en organist aan de Onze-Lieve-Vrouwekerk in Dendermonde. Aldaar werd hij ook tot dirigent benoemd van het mannenkoor van de St. Gregoriusgilde, leraar aan het Onze-Lieve-Vrouwecollege en muziekleraar aan de stedelijk muziekschool. Verder was hij sinds 1927 leraar aan het Jezuïetencollege in Aalst. Vanaf 1935 werd hij organist aan de dekenale Sint-Martinuskerk, waar hij opvolger werd van Alfons Volckaert. In deze functie werkte hij tot 1972 en hij verliet Aalst maar alleen om internationaal concerten te geven. Na zijn pensionering bleef hij actief als organist van de Begijnhofkerk en van de Kapucijnenkerk. Later bespeelde hij het orgel in de Abdij van Westmalle en bij de Benedictijnen in Affligem.
Mores schreef composities over een tijdsperk van ruim zestig jaar. De meeste composities zijn niet voor zijn instrument, het orgel, maar voor stemmen geschreven. Zijn werk is nagelaten aan Studiecentrum voor Vlaamse Muziek.

## Composities

### Missen, cantates en andere kerkmuziek
- 1956 Missa Paterni superni luminis
- 1952 Klokkencantate voor de nieuwe klokken van de St. Jozefskerk in 1952
- God zij geloofd om Canaän, voor gemengd koor
- Kerstcantate
- Lied van Onze-Lieve-Vrouw Wittentak, voor gemengd koor
- Maria-Lied voor Vrede, voor gemengd koor
- Mis ter ere van Sint-Maria Magdalena - première in de Saint Patrick's Cathedral in New York
- Mis voor de geboorte van de Heer
- Mis voor de groene zondagen
- Offrandelied, voor gemengd koor
- Paascantate
- Pinkstermis
- Priestercantate
- Uit heemlen hoog, voor gemengd koor
- Wees gegroet, voor gemengd koor

### Vocale muziek

#### Werken voor koor
- Drie volksliederen, voor gemengd koor
  1. De Koekoek
  2. De Kwezel
  3. 't Haesken
- Fuga, voor orgel en vijfstemmig gemengd koor (SATBarB)
- Heimatlied voor het Land van Aalst, voor gemengd koor en/of samenzang
- Het Vlaamsche Lied, voor gemengd koor
- Lente-lied, voor gemengd koor
- Lied ter ere van Sint-Maarten, voor gemengd koor
- Lied voor vader en moeder, voor gemengd koor
- O Schone Nacht, voor gemengd koor
- Waar bleef zo lang?, voor gemengd koor

### Werken voor orgel
- 1975 Per organo con coro
- Fughetta over Psalm 125
- Twee variaties
- Variaties, finale-toccata over Psalm 150
- Variaties over Psalm 22
- Zeven variaties en finale